# 로드리고 리켈메
로드리고 리켈메 레체 (Rodrigo Riquelme Reche, 2000년 4월 2일 ~ )는 스페인의 축구 선수이며, 레알 베티스에서 윙어 또는 공격형 미드필더로 뛰고 있다.